# Hrvatski parlamentarni izbori 2016.
Izbori za Deveti saziv Hrvatskog sabora održani su 11. rujna 2016. godine. Birači su birali svih 151 zastupnika Hrvatskog sabora: 140 iz deset izbornih jedinica na teritoriju Republike Hrvatske, 3 predstavnika dijaspore i 8 predstavnika nacionalnih manjina.
Nakon što je 16. lipnja 2016. Hrvatski sabor sa 125 glasova za izglasao nepovjerenje (opoziv) Tihomiru Oreškoviću, koji je dužnost predsjednika Vlade obnašao 146 dana, najkraće do tada u hrvatskoj modernoj povijesti, pobjednička Domoljubna koalicija na čelu s HDZ-om nije uspjela u zakonskom roku od 30 dana, pridobiti (formirati) parlamentarnu većinu, zbog čega je predsjednik HDZ-a Tomislav Karamarko dao ostavku na mjesto predsjednika stranke. Prema planu, predsjednikom vlade trebao je postati tadašnji ministar financija Zdravko Marić.
Po isteku zakonskog roka za formiranje nove Vlade, 16. srpnja 2016. je predsjednica RH Kolinda Grabar-Kitarović objavila raspisivanje prijevremenih parlamentarnih izbora, s danom održavanja u nedjelju 11. rujna 2016. u RH, a u hrvatskim diplomatsko-konzularnim predstavništvima u inozemstvu u subotu, 10. i u nedjelju, 11. rujna.

## Rezultati izbora
| Stranka                                                | Stranka                                        | Glasovi   | Glasovi | Mandati | Mandati |
| Stranka                                                | Stranka                                        | Ukupno    | %       | Ukupno  | +/−     |
| ------------------------------------------------------ | ---------------------------------------------- | --------- | ------- | ------- | ------- |
|                                                        | Koalicija HDZ-a                                | 695.804   | 36,56   | 61      | 2       |
|                                                        | Narodna koalicija                              | 636.964   | 33,47   | 54      | ▼2      |
|                                                        | Most nezavisnih lista (Most)                   | 187.282   | 9,84    | 13      | ▼6      |
|                                                        | Koalicija Živoga zida                          | 117.208   | 6,16    | 8       | 7       |
|                                                        | IDS                                            | 43.180    | 2,27    | 3       | ±0      |
| Milan-bandic-bm-365                                    | Bandić Milan 365 – Stranka rada i solidarnosti | 76.990    | 4,05    | 2       | nova    |
|                                                        | HDSSB                                          | 23.573    | 1,24    | 1       | ±0      |
|                                                        | Neovisna lista - Željko Glasnović              | 5.211     | 0,27    | 1       | nova    |
|                                                        | Nacionalne manjine                             | —         | —       | 8       | ±0      |
|                                                        | Ostali                                         | 117.018   | 6,15    | —       | ▼3      |
| Ukupno                                                 | Ukupno                                         | 1.903.230 | 100,00  | 151     |         |
| Važeći glasovi                                         | Važeći glasovi                                 | 1.903.230 | 98,09   |         |         |
| Nevažeći glasovi                                       | Nevažeći glasovi                               | 37.166    | 1,91    |         |         |
| Izlaznost                                              | Izlaznost                                      | 1.940.396 | 54,62   |         |         |
| Broj birača                                            | Broj birača                                    | 3.552.502 | 100,00  |         |         |
| Izvor: Državno izborno povjerenstvo Republike Hrvatske |                                                |           |         |         |         |

### Po političkim strankama
| Koalicija                    | Koalicija                         | Stranka                           | Mandati stranke | Mandati koalicije |
| ---------------------------- | --------------------------------- | --------------------------------- | --------------- | ----------------- |
|                              | Koalicija HDZ-a                   | HDZ                               | 56              | 61                |
| HDS                          | Koalicija HDZ-a                   | 2                                 |                 | 61                |
| HRAST                        | Koalicija HDZ-a                   | 1                                 |                 | 61                |
| HSLS                         | Koalicija HDZ-a                   | 1                                 |                 | 61                |
| Bruna Esih                   | Koalicija HDZ-a                   | 1                                 |                 | 61                |
|                              | Narodna koalicija                 | SDP                               | 38              | 54                |
| HNS                          | Narodna koalicija                 | 9                                 |                 | 54                |
| HSS                          | Narodna koalicija                 | 5                                 |                 | 54                |
| HSU                          | Narodna koalicija                 | 2                                 |                 | 54                |
|                              | Koalicija Mosta                   | Most                              | 11              | 13                |
| Marko Vučetić                | Koalicija Mosta                   | 1                                 |                 | 13                |
| Ivan Kovačić                 | Koalicija Mosta                   | 1                                 |                 | 13                |
|                              | Koalicija Jedina opcija           | Živi zid                          | 5               | 8                 |
| Promijenimo Hrvatsku         | Koalicija Jedina opcija           | 2                                 |                 | 8                 |
| SNAGA                        | Koalicija Jedina opcija           | 1                                 |                 | 8                 |
|                              | IDS, PGS, RI                      | IDS                               | 3               | 3                 |
|                              | Koalicija za premijera            | BM 365                            | 1               | 2                 |
| Narodna stranka - Reformisti | Koalicija za premijera            | 1                                 |                 | 2                 |
|                              | HDSSB                             | HDSSB                             | 1               | 1                 |
|                              | Neovisna lista - Željko Glasnović | Neovisna lista - Željko Glasnović | 1               | 1                 |
|                              | Nacionalne manjine                | SDSS                              | 3               | 8                 |
| nezavisni                    | Nacionalne manjine                | 5                                 |                 | 8                 |
| Ukupno                       | Ukupno                            | Ukupno                            | 151             | 151               |

Napomena: Hrvoje Runtić je izabran u Sabor kao član stranke Živi zid, međutim on se pri ulasku u Sabor izjasnio kao član stranke Most.

## Izlaznost
Na birališta je izašlo 54,62%  birača Republike Hrvatske.
| 54,62% | 45,38% |

## Vanjske poveznice
- Službene stranice Državnog izbornog povjerenstva Republike Hrvatske
- Službeni rezultati izbora za zastupnike u Hrvatski sabor utvrđeni i objavljeni 26. rujna 2016.  Arhivirana inačica izvorne stranice od 17. svibnja 2017. (Wayback Machine)